# Melchor Magaña Cerda
General Melchor Magaña Cerda fue un militar mexicano que participó en la Revolución mexicana. Nació en Purépero, Michoacán, el 18 de agosto de 1888, hijo de Celso Magaña Caballero y de Columba Cerda. Militó, al igual que sus hermanos menores Gildardo Magaña Cerda, Octavio Magaña Cerda y Rodolfo Magaña Cerda en las filas zapatistas del Ejército Libertador del Sur. Murió en El Oro, Estado de México, en 1942. Le apodaban “Princesa”, por lo delicado y exigente para las comidas.